# Novokujbisevszk
Novokujbisevszk (oroszul: Новокуйбышевск) Oroszország egyik városa (1952 óta) a Szamarai területen.

## Lakossága
- 1959-ben 62 755 lakosa volt.
- 1970-ben 103 707 lakosa volt.
- 1979-ben 109 029 lakosa volt.
- 1989-ben 112 987 lakosa volt.
- 2002-ben 112 973 lakosa volt, melynek 89,6%-a orosz, 2,1%-a tatár, 1,9%-a mordvin, 1,7%-a ukrán, 1,6%-a csuvas.
- 2010-ben 108 449 lakosa volt, melynek 91%-a orosz, 2,1%-a tatár, 1,4%-a mordvin, 1,2%-a csuvas, 1,1%-a ukrán.
- 2016-ban 103 908 lakosa van.